# Слободян, Наталья Васильевна
Наталья Васильевна Слободян (27 февраля 1923, Киев — 21 декабря 2013, Львов) — украинская балерина. Народная артистка УССР (1960).
1941 году окончила Киевское хореографическое училище. С 1944 года солистка Львовского театра оперы и балета.

## Партии
- Лилия (одноименный балет К. Данькевича)
- Маруся Богуславка (одноименный балет А. Свечникова)
- Манус («Крыло сойки» Анатолия Кос-Анатольского)
- Маричка («Тени забытых предков» Виталия Кирейко)
- Раймонда (одноименный балет Александра Глазунова)